# Andalúzia zászlaja
Andalúzia zászlaja három egyenlő szélességű sávból áll, amelyek zöld, fehér és zöld színűek. Középen a régió emblémája az ifjú Herkulest ábrázolja az oroszlánokkal két oszlop között. A zászlót 1982. december 30. óta használják.
Oldalainak aránya 2:3.